# Rurey
Rurey is een gemeente in het Franse departement Doubs (regio Bourgogne-Franche-Comté) en telt 303 inwoners (2004). De plaats maakt deel uit van het arrondissement Besançon.

## Geografie
De oppervlakte van Rurey bedraagt 14,77 km², de bevolkingsdichtheid is 23 inwoners per km².
De onderstaande kaart toont de ligging van Rurey met de belangrijkste infrastructuur en aangrenzende gemeenten.

## Demografie
Onderstaande figuur toont het verloop van het inwonertal (bron: INSEE-tellingen).